# Wiener Skisprungschanzen

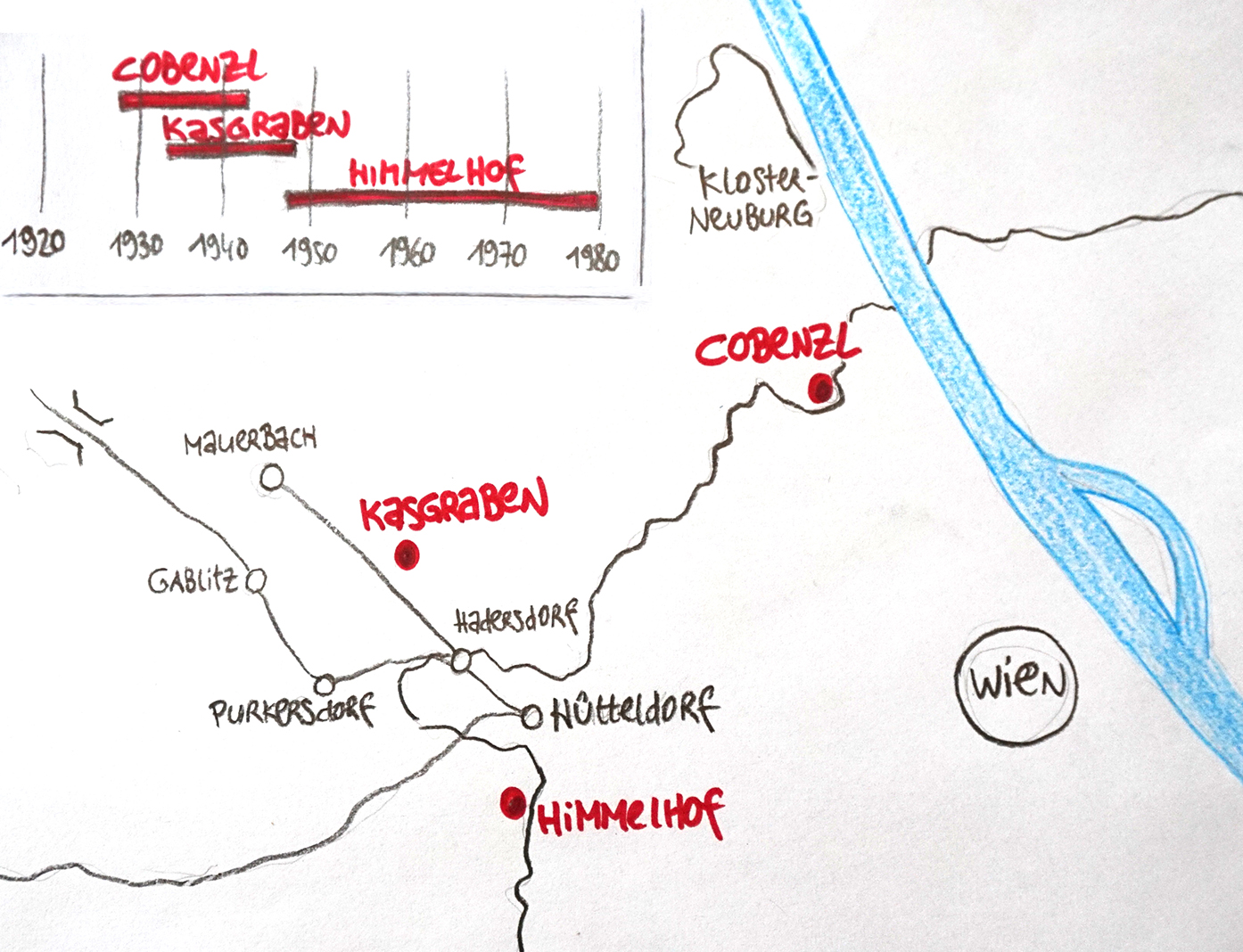
Lageplan der Wiener Skisprungschanzen 1931–1980

Im 20. Jahrhundert bestanden mehrere Wiener Skisprungschanzen, wobei die letzte bestehende Schanze (Himmelhofschanze) 1980 abbrannte. Das nicht verwirklichte Projekt für die Wiedererrichtung der Cobenzl-Schanze wurde 1948 mit einer olympischen Goldmedaille in der Disziplin Kunstwettbewerb für Architektur ausgezeichnet. Die größten Weiten, die jemals in Wien erzielt wurden, sah man vermutlich in den 1930er und 1940er Jahren auf den Schanzen in Hadersdorf-Weidlingau, auf denen Sprünge bis zu 70 Metern möglich waren.

## Schanzen

### Himmelhofschanze

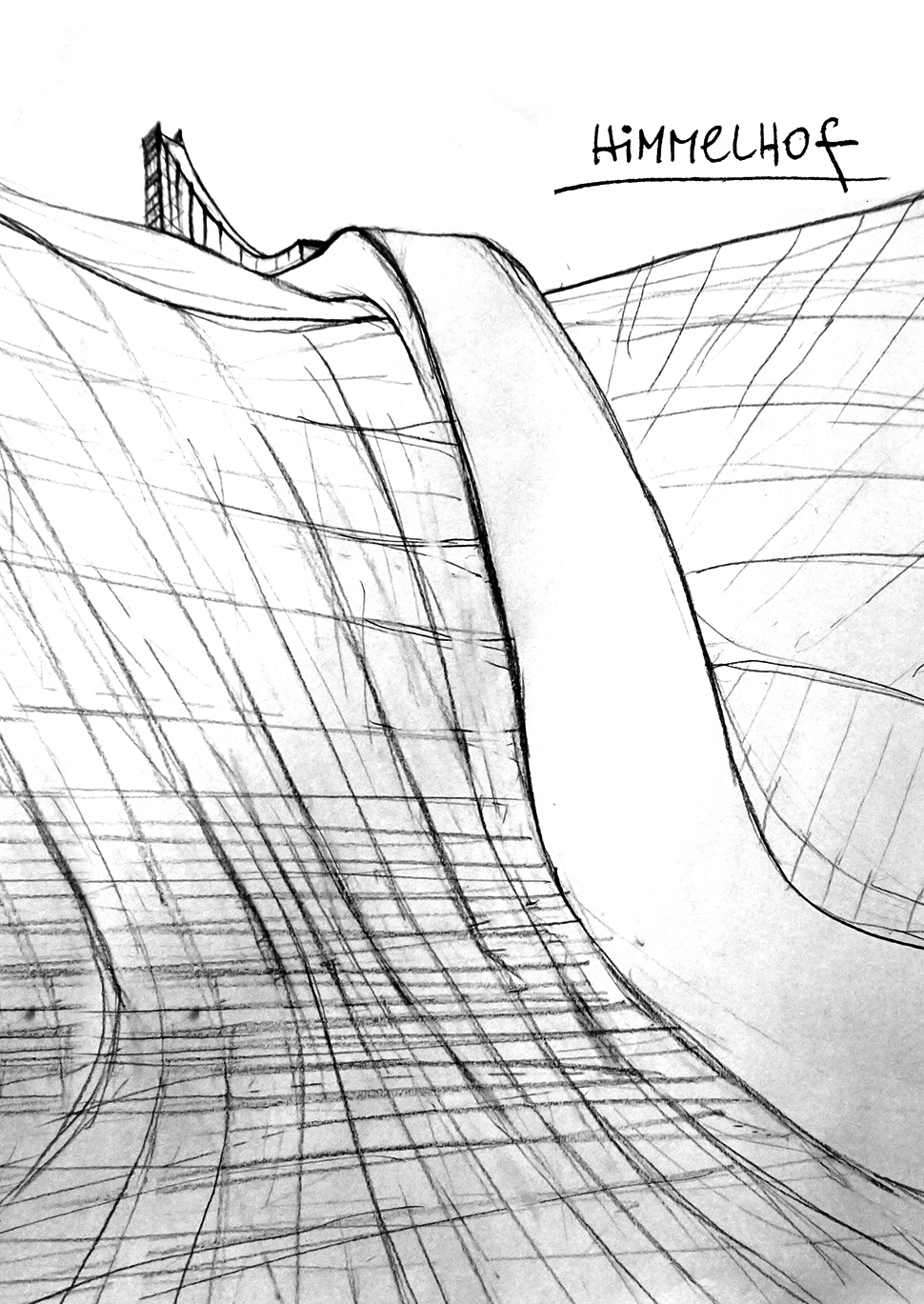
Kohlezeichnung der Himmelhofschanze

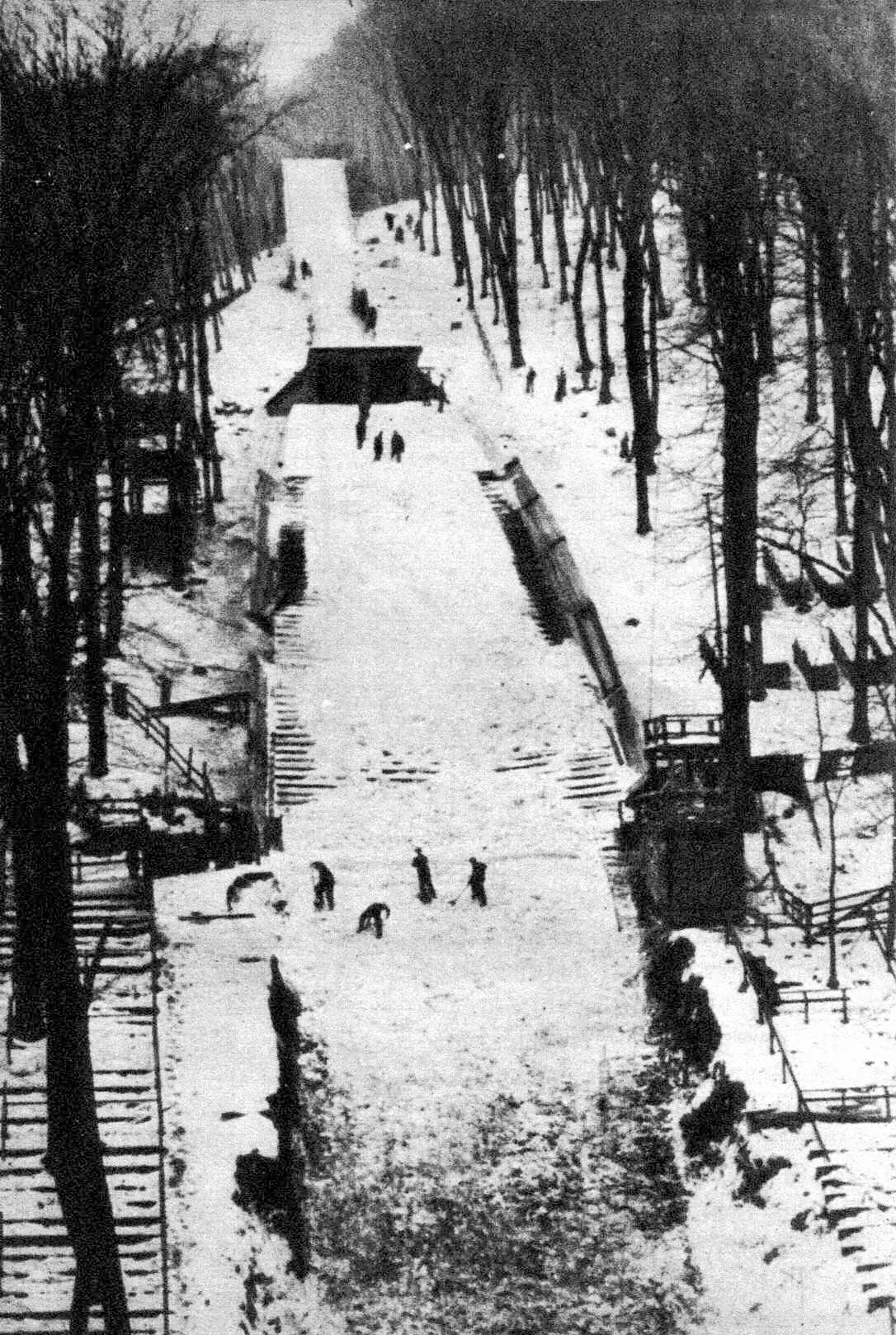
Cobenzl-Sprungschanze nach Umbau Ende 1933

Die Himmelhofschanze befand sich in Hietzing auf der Himmelhofwiese gegenüber dem Bahnhof Wien Hütteldorf. Bereits in den 1930er Jahren hatte man die Errichtung einer Schanze am Himmelhof überlegt, verwirklicht wurde dieses Vorhaben aber erst zwischen 1948 und 1949. Bauherr der aus Holz errichteten Schanze, deren kritischer Punkt (K-Punkt) bei 45 Metern lag, war die Ski-Union Wien. Das Eröffnungsspringen fand am 9. Jänner 1949 statt.
Die bestbesuchte Veranstaltung an dieser Schanze war die Wiener Meisterschaft am 12. Jänner 1953 vor 20.000 Besuchern. Tagesbester wurde (aus der Gästeklasse) der Semmeringer Sepp Heher mit zwei Mal 36,5 Metern, Wiener Meister wurde der Ober St. Veiter Franz Rabensteiner mit 36 und 36,5 Metern.
Mit 42 Metern Weite wurde 1960 von Klaus Fichtner aus Tirol der Schanzenrekord aufgestellt. Die rechnerisch erreichbaren 45 Meter wurden lediglich einmal während des Trainings von Hans Rinnhofer im Jahr 1978 erreicht und sogar überboten.
Die immer schneeärmeren Winter, die veraltete Anlage und die fehlende Infrastruktur führten zur Einstellung des Sprungbetriebs. Am 1. Juni 1980 wurde die Schanze durch Brandstiftung derart beschädigt, dass sie in der Folge abgetragen werden musste. Die Täter wurden im Oktober 1981 ermittelt.

### Cobenzl-Schanze
Die erste Cobenzl-Schanze befand sich auf dem Nordhang des Latisberges. Sie wurde ab 1919 geplant, 1928 gebaut und am 13. Jänner 1929 vor über 3000 Besuchern eröffnet. Eine Woche später fanden als erste offizielle Konkurrenz die Skisprungmeisterschaften des Wiener Arbeiterturnvereins statt. Von dem 1919 gegründeten Wiener Arbeiter Turn- und Sportverein (WAT) wurde am 16. Februar 1930 auf der Schanze ein nationales Skispringen veranstaltet. Vor 7000 Zuschauern wurde (außer Konkurrenz) eine Weite von 39 Metern erreicht. Ungefähr 20.000 Zuseher verfolgten 1931 einen internationalen Wettbewerb mit Sprüngen von bis zu 38 Metern. Ab Spätherbst 1933 wurde die Schanze gänzlich umgebaut, am 1. Jänner 1934 vom WAT eröffnet und bei dem unter ungünstigen Schneebedingungen abgehaltenen Springen (außer Konkurrenz) eine Höchstweite von 40 Metern erreicht. Etwa 10.000 Besucher verfolgten am 7. Jänner 1934 ein 37 Konkurrenten aufweisendes internationales Springen, das erste des Österreichischen Skiverbandes vor Ort, bei dem von Eduard Galleitner (Skiclub Salzburg) mit 57 Metern ein neuer Schanzenrekord aufgestellt wurde. Bei der von Josef Gumpold (1908–1942) gewonnenen Veranstaltung kam bei einer Weite von 57,5 Metern Randmod Sörensen (1910–1985) zu Sturz. Die Anlage wurde von Springern als sehr druckreich und verbesserungswürdig beschrieben. Im Herbst 1935 wurde vom Wiener Bürgermeister Richard Schmitz (1885–1954) die Wiederinstandsetzung der Schanze initiiert, dies jedoch als Provisorium bis zum Massivausbau der Anlage als Skistadion. Am 7. Mai 1936 wurde die Schanze beim Abgang zweier Muren beschädigt. Zu Ende des Jahres war die Anlage, nicht zuletzt wegen ungeklärter Besitzverhältnisse, in Verfall geraten. Bis 1940 fanden mehrerer bauliche Adaptierungen statt, die Sprünge bis zu 60 Metern ermöglichten.
Nach dem Zweiten Weltkrieg sollte eine neue Schanze auf dem Cobenzl errichtet werden. Zu diesem Zweck veranstaltete der Wiener Arbeiter Turnverein einen Architektenwettbewerb. Diesen gewann ein Projekt von Adolf Hoch (1910–1992) aus Wien. Der Entwurf sah eine 60-Meter-Schanze mit etwa 25.000 amphitheaterartig angeordneten Plätzen vor. In der warmen Jahreszeit sollte die Anlage für Freilichtaufführungen, Boxveranstaltungen und Konzerte genutzt werden. Adolf Hoch gewann mit diesem Projekt bei den Olympischen Sommerspielen 1948 in London in der letztmals ausgetragenen Disziplin Kunstbewerb/Architektur die Goldmedaille. Das Projekt wurde jedoch nie verwirklicht.

### Hadersdorf-Weidlingau
Die erste Sprungschanze in Hadersdorf-Weidlingau wurde 1932 am Kasgraben gebaut. Die sogenannte „Carsten-Dagfin-Schanze“ erlaubte Sprünge über 50 Meter. 1936 wurde dann in der Nähe die „Wienerwaldschanze“ errichtet. Im Winter 1937/38 sprang auf dieser Schanze Walter Reinhart aus Bischofshofen mit 65 Metern den Schanzenrekord. Die im Wald gelegene Schanze erfreute sich großer Beliebtheit bei den Zuschauern (siehe auch diese Archivaufnahme von 1938). 1940 wurde die Sprungschanze in Hadersdorf-Weidlingau umgebaut, um Sprünge bis zu 70 Metern zu ermöglichen.
Einige schneearme Winter ließen 1969 die Idee aufkommen, auf dem Gelände der verfallenen alten Schanze eine neue 50-m-Anlage zu errichten und diese mit dem auf der Hohe-Wand-Wiese erzeugten Kunstschnee zu präparieren. Zur Verwirklichung dieser Idee kam es aber nie.

## Projekte
Beim Ingenieurpreis 2002 gewannen Studenten der TU Wien mit einer von ihnen für das Areal auf dem Himmelhof geplanten und den FIS-Richtlinien entsprechenden 90-Meter-Schanze.
Der 2005 gegründete Skisprungclub Wiener Stadtadler spricht sich seit 2014 für den Bau von Mattenschanzen aus. Vorgeschlagen werden drei Schanzen (15 m, 30 m, 60 m) in der Nähe der Hohe-Wand-Wiese, also in der Nähe der historischen Schanzen in Hadersdorf-Weidlingau.